# María Teresa Uriarte
María Teresa Uriarte Castañeda (Ciudad de México, 1947) es una historiadora mexicana. Fue integrante de la Junta de Gobierno de la Universidad Nacional Autónoma de México.

## Biografía
Obtuvo la licenciatura en Historia en la Facultad de Filosofía y Letras de la UNAM, con la defensa de la tesis Costumbres funerarias de los indígenas de Baja California. En 1974, obtuvo la maestría con mención honorífica con «Pintura Rupestre en Baja California, algunos métodos para su apreciación artística». En 1991, el doctorado, también con honores, con la tesis «Tepantitla en Teotihuacán, una nueva lectura».
En la Universidad Nacional Autónoma de México, se ha desempeñado como coordinadora en humanidades y artes del Consejo Académico y directora del Instituto de Estudios Estéticos. Forma parte del personal académico en la Facultad de Filosofía y de la Junta de Gobierno de la UNAM. 
Ha escrito y coordinado diversos libros de arte prehispánico, su más reciente texto sobre arquitectura precolombina en Mesoamérica, publicado en francés, italiano y castellano, y próximamente en inglés.
A nivel político lideró el Grupo Mujeres de Blanco, un grupo opositor a la Huelga estudiantil de la UNAM y al Consejo General de Huelga. Entre las acciones que realizó dicho grupo político fueron manifestaciones, firmas de desplegados y quejas ante la Comisión Nacional de los Derechos Humanos.

### Libros
- maría teresa Uriarte. 2010. Pre-Columbian Architecture in Mesoamerica. Edición ilustrada de Abbeville Press Publishers, 336 p. ISBN 0789210452

- 2009a. La arquitectura precolombina en Mesoamérica. Corpus precolombino: Sección general. Instituto Nacional de Antropología e Historia (México), Consejo Nacional para la Cultura y las Artes. Editor Jaca Book, 333 p. ISBN 968030390X

- claudia Brittenham. 2009b. La arquitectura precolombina en México y Centroamérica. Editor	Tikal Ediciones, 335 p. ISBN 8499280145

- 2008. Olmeca: balance y perspectivas : memoria de la primera mesa redonda. Volumen 1 de Olmeca, Universidad Nacional Autónoma de México. Instituto de Investigaciones Estéticas, New World Archaeological Foundation. Edición ilustrada de María Teresa Uriarte, Rebecca B. González Lauck. 790 p. ISBN 6072001920

- luis Márquez, roxana Velásquez Martínez del Campo, maría teresa Uriarte. 2006. Desnudos, 1926-1932: fotografías de Luis Márquez Romay. Editor	UNAM, 69 p. ISBN 9703234844

- Uriarte, Maria Teresa (2006). «The Teotihuacan Ballgame and the Beginning of Time». Ancient Mesoamerica (London; New York: Cambridge University Press) 17 (1): 17-38. ISSN 0956-5361. OCLC 88827568. doi:10.1017/S0956536106060032.

- 2005. Teotihuacán y Bonampak. Relaciones ma´s allá del tiempo y la distancia (enlace roto disponible en Internet Archive; véase el historial, la primera versión y la última).. Anales del Instituto de Investigaciones Estéticas volumen XXVII (86): 5-27

- Leticia Staines Cicero, maría teresa Uriarte. 2004. Acercarse Y Mirar/ Get Close and Look: Homenaje a Beatriz De La Fuente/ Tribute to Beatriz de la Fuente v. 74 de Estudios y fuentes del arte en México. Edición ilustrada de UNAM, 487 p. ISBN 9703217613

- beatriz de la Fuente, Leticia Staines Cícero, maría teresa Uriarte. 2003a. La escultura prehispánica de Mesoamérica. Corpus precolombino: Sección general. Edición ilustrada de Lunwerg Editores, 295 p. ISBN 8497850122

- 2003b. L'art précolombien en Mésoamérique. Milán, ed. Hazan, 296 p.

- maría teresa Uriarte. 1998. Fragmentos del pasado: murales prehispánicos. Consejo Nacional para la Cultura y las Artes (México), Universidad Nacional Autónoma de México. Instituto de Investigaciones Estéticas. Edición ilustrada de Antiguo Colegio de San Ildefonso, 335 p.

- 1992a. El Juego de pelota en mesoamérica: raíces y supervivencia. Volumen 39 de Colección América nuestra. Editor Siglo Veintiuno Editores, 413 p. ISBN 9682318378

- josé guadalupe Victoria, elisa Vargas Lugo de Bosch, maría teresa Uriarte, rita Eder. 1992b. Regionalización en el arte: teoría y praxis. Instituto de Investigaciones Estéticas, Sinaloa (México : State). Dirección de Investigación y Fomento de la Cultura Regional. Editor Universidad Nacional Autónoma de México. Edición ilustrada de Gobierno del Estado de Sinaloa, 88 p. ISBN 9686608249

- maría teresa Uriarte. 1981. Pintura rupestre en Baja California: algunos métodos para su apreciación artística. Volumen 106 de Colección científica del Instituto Nacional de Antropología e Historia (México). Editor INAH, Departamento de Investigaciones Históricas, 160 p.

## Premios y reconocimientos
Miembro de
- Consejo Editorial de Arqueología mexicana, Editorial Raíces, Conaculta/INAH.[6]